# Gare de Sandvika
La gare de Sandvika est une gare ferroviaire qui se situe dans le centre de Sandvika et à 14,4 km d'Oslo.

## Histoire
Avant l'ouverture de la ligne de Kristiania à Drammen, des débats eurent lieu pour savoir où placer les gares de Bærum. Le choix se posa sur Sandvika et Lysaker. Au moment de l'inauguration de la ligne en 1872, seulement 5 trains desservaient par jour Kristiania.
La gare a fait l'objet d'une rénovation importante achevée en juin 2007 pour améliorer l'accessbilité du public.

## Service des voyageurs

### Desserte
La gare est desservie par les lignes de Drammen et d'Asker. De nombreux trains locaux ainsi que le Flytoget s'y arrêtent.

### Intermodalité
La gare est aussi un terminal pour plusieurs lignes de bus : 
- ligne 121 : Sandvika - Løkeberg
- ligne 706 : Sandvika - Asker
- ligne 732 : Sandvika - Ila Fengsel
- ligne 751 : Sandvika - Rud
- ligne 761 : Sandvika - Skui
- ligne 764 : Sandvika - Tanum